# Scarabaeus sanctus
Scarabaeus sanctus là một loài bọ cánh cứng trong họ Bọ hung (Scarabaeidae).